# Boston (stacja kolejowa)
Boston (ang: Boston railway station) – stacja kolejowa w Bostonie, w hrabstwie Lincolnshire, w Anglii, w Wielkiej Brytanii. Usługi są wykonywane przez East Midlands Trains.

## Historia
Stacja straciła na znaczeniu od lat 60 XX wieku. W czasach świetności stacji zatrudniano ponad 50 pracowników, znajdowały się dwa perony przykryte dachem. Peron do Skegness, miał klasyczna architekturę Great Northern Railway, obecnie zastąpiono ją z tworzyw sztucznych. Pierzeja stacji choć odbudowana, została niewiele zmieniona, a niektóre z budynków mają obecnie nowe zastosowania.
Stacja Boston była kiedyś ważnym węzełm dwóch linii rozbieżnych w obu kierunkach. Dzisiaj w użyciu jest tylko w kierunku wschodnim linia do Skegness, a na zachód w kierunku Sleaford. Wcześniej istniała linia na południe do Spalding (zamknięta w październiku 1970 r.), która łączyła ją z linią do Peterborough (i stanowił część oryginalnego GNR głównej linii z Londynu do Yorku) i północno-zachodnia linia do Woodhall Junction (zamknięta w czerwcu 1963), a stamtąd w kierunku Lincoln, Horncastle, lub Louth.

## Usługi
W grudniu 2010 roku istniałay co godzinne usługi do Nottingham przez Grantham i do Skegness.